# Пищальные деньги
Пищальные деньги — особый сбор, взимавшийся в Русском царстве на протяжении XVI—XVII столетий, вплоть до 1679 года.

## История
Впервые упоминается в грамоте 1511 года как натуральная повинность, «пищальный наряд». Как налог же «пищальные деньги» впервые были введены в 1538—1539 годах. Предназначались они для содержания пищального войска.
В начале XVI века «пищальные деньги» собирались в основном со слобод и посадов, по всей видимости, подворно. Сведения 2-й половины XVI века, относящиеся к северным уездам, говорят об отсутствии твёрдого оклада «пищальных денег», которые собирались с разновеликих местных единиц — обжи, сошки, сольвычегодской сохи, и так далее в размере от 4 денег до 10 алтын.